# Anolis wampuensis
Espèce
Synonymes
- Norops wampuensis McCranie & Köhler, 2001

Anolis wampuensis est une espèce de sauriens de la famille des Dactyloidae. 

## Répartition
Cette espèce est endémique du Honduras.

## Étymologie
Son nom d'espèce, composé de wampu et du suffixe latin -ensis, « qui vit dans, qui habite », lui a été donné en référence au lieu de sa découverte, le río Wampú.

## Publication originale
- McCranie & Köhler, 2001 : A new species of anole from eastern Honduras related to Norops tropidonotus (Reptilia: Squamata: Polychrotidae). Senckenbergiana biologica, vol. 81, p. 227-234.